# 学校法人修文学院
学校法人修文学院（がっこうほうじんしゅうぶんがくいん）は、愛知県一宮市にある学校法人。旧称は学校法人一宮女学園（がっこうほうじんいちのみやじょがくえん）。

## 沿革
- 1941年（昭和16年）2月21日 - 財団法人一宮女子商業学校を設置[1]。
- 1948年（昭和23年）4月 - 桃陵女子中学校を設立。
  - 学制改革により桃陵女子高等学校を設立。
- 1949年（昭和24年）3月 - 財団法人桃陵女学院に改称。
- 1951年（昭和26年）3月 - 学校法人桃陵女学院に改称。
- 1955年（昭和30年）4月 - 学校法人一宮女学園に改称。
  - 一宮女子短期大学を開学。
  - 桃陵女子高等学校を一宮女子高等学校に、桃陵女子中学校一宮女子中学校にそれぞれ改称。
  - 一宮幼稚園を開園。
- 1967年（昭和42年）4月 - 一宮女子中学校を廃止。
- 1969年（昭和44年）4月 - 藤ヶ丘幼稚園を開園。
- 1985年（昭和60年）4月 - 一宮幼稚園を一宮女子短期大学附属一宮幼稚園に、藤ヶ丘幼稚園を一宮女子短期大学附属藤ヶ丘幼稚園にそれぞれ改称。
- 2008年（平成20年）4月 - 修文大学を開学。
  - 一宮女子高等学校を修文女子高等学校に改称。
- 2009年（平成21年）4月 - 一宮女子短期大学附属一宮幼稚園を修文大学附属一宮幼稚園に一宮女子短期大学附属藤ヶ丘幼稚園を修文大学附属藤ヶ丘幼稚園にそれぞれ改称。
- 2010年（平成22年）4月 - 一宮女子短期大学が修文大学短期大学部に改称。
- 2016年（平成28年）4月 - 学校法人修文学院に改称。修文大学に看護学部を設置。
- 2022年（令和4年）4月 - 修文女子高等学校を修文学院高等学校に改称し、男女共学化。

## 歴代理事長
- 吉田萬次
- 吉田武郎
- 安江嘉高
- 吉田収蔵
- 吉田真人

## 設置校
- 修文大学
- 修文大学短期大学部
- 修文学院高等学校
- 修文大学附属一宮幼稚園
- 修文大学附属藤ヶ丘幼稚園